# Fern Emmett
Pour les articles homonymes, voir Fern et Emmett.
Fern Emmett est une actrice américaine, née le 22 mars 1896 à Oakland (Californie), morte le 3 septembre 1946 à Los Angeles (quartier d'Hollywood, Californie).

## Biographie
Fern Emmett débute au cinéma dans six courts métrages muets sortis en 1927 et 1928. En tout, comme second rôle de caractère ou dans des petits rôles non crédités, elle contribue à deux-cent-quarante films américains, le dernier sorti en 1947, quelques mois après sa mort prématurée (en 1946, à 50 ans).
Au sein de sa filmographie figurent de nombreux westerns, dont quelques-uns avec John Wayne, notamment Texas Terror de Robert N. Bradbury (1935) et Le Retour du proscrit d'Henry Hathaway (1941).
Parmi ses autres films, citons également La Fille du bois maudit du même Henry Hathaway (1936, avec Sylvia Sidney, Fred MacMurray et Henry Fonda), Créature du diable de Sam Newfield (1942, avec George Zucco) et La Chanson du souvenir de Charles Vidor (1945, avec Paul Muni, Merle Oberon et Cornel Wilde).  

## Filmographie partielle
- 1927 : Girls d'Eugene Forde (court métrage) : l'épouse d'un client du café
- 1930 : Second Honeymoon de Phil Rosen : la servante
- 1931 : Neck and Neck de Richard Thorpe : la tante Susan
- 1932 : Love in High Gear de Frank R. Strayer : la servante de l'hôtel
- 1933 : Hello, Everybody! de William A. Seiter : Ettie
- 1934 : City Limits (en) de William Nigh : Mme Benton
- 1934 : Cœurs meurtris  (A Girl of the Limberlost) de Christy Cabanne : Ann
- 1935 : Rainbow Valley de Robert N. Bradbury : une villageoise
- 1935 : The E-Flat Man de Charles Lamont (court métrage) : l'épouse du fermier
- 1935 : Texas Terror de Robert N. Bradbury : la tante Martha Hubbard
- 1936 : Gardez-les sous les verrous (Don't Turn 'em Loose) de Benjamin Stoloff
- 1936 : Sur la piste d'Oregon (The Oregon Trail) de Scott Pembroke : Minnie
- 1936 : Le Mystère de Mason Park (Two in the Dark) de Benjamin Stoloff
- 1936 : Trois prétendants (Three on a Limb) de Charles Lamont (court métrage) : la mère de Molly
- 1936 : La Fille du bois maudit (The Trail of the Lonesome Pine) d'Henry Hathaway : Lena Tolliver
- 1936 : Sur les ailes de la danse (Swing Time) de George Stevens : la servante de Watson
- 1937 : Une nation en marche (Wells Fargo) de Frank Lloyd : Mme Jenkins
- 1937 : Les Démons de la mer (Sea Devils) de Benjamin Stoloff : Miss McGonigle
- 1937 : Deux femmes (John Meade's Woman) de Richard Wallace
- 1938 : Overland Stage Raiders de George Sherman : « Ma » Hawkins
- 1938 : Casier judiciaire (You and Me) de Fritz Lang : la mère de la vilaine petite fille
- 1939 : Le Lien sacré (Made for Each Other) de John Cromwell : l'épouse du fermier
- 1939 : Et la parole fut (The Story of Alexander Graham Bell) d'Irving Cummings : la servante de Mac Gregor
- 1940 : La Jeunesse d'Edison (Young Tom Edison) de Norman Taurog : Mme McCarney
- 1940 : Keeping Company de S. Sylvan Simon
- 1940 : Michael Shayne, Private Detective d'Eugene Forde
- 1941 : L'Or du ciel (Pot o' Gold) de George Marshall : la mère d'un petit garçon
- 1941 : Le Retour du proscrit (The Shepherd of the Hills) d'Henry Hathaway : Mme Palestrom
- 1942 : La Femme de l'année (Woman of the Year) de George Stevens : l'épouse du juge de paix
- 1942 : L'Inspiratrice (The Great Man's Lady) de William A. Wellman : la secrétaire du rédacteur en chef
- 1942 : Ton cœur est mon cœur (My Heart Belongs to Daddy) de Robert Siodmak : la servante Josephine
- 1942 : Broadway de William A. Seiter : l'épouse de Will
- 1942 : Sacramento (In Old California) de William C. McGann : Mme Coggins
- 1942 : Les Folles Héritières (The Gay Sisters) de Irving Rapper : l'épouse du fermier
- 1942 : Créature du diable (Dead Man Walk) de Sam Newfield : Kate
- 1943 : Les bourreaux meurent aussi (Hangmen Also Die!) de Fritz Lang : une paysanne
- 1944 : La Reine de Broadway (Cover Girl) de Charles Vidor : une journaliste-photographe
- 1944 : Coup de foudre (Together Again) de Charles Vidor : Lillian
- 1944 : San Diego I Love You de Reginald Le Borg
- 1945 : La Chanson du souvenir (A Song to Remember) de Charles Vidor : Mme Lambert
- 1946 : Nuit et Jour (Night and Day) de Michael Curtiz : une secrétaire